# Ispita Sfântului Anton

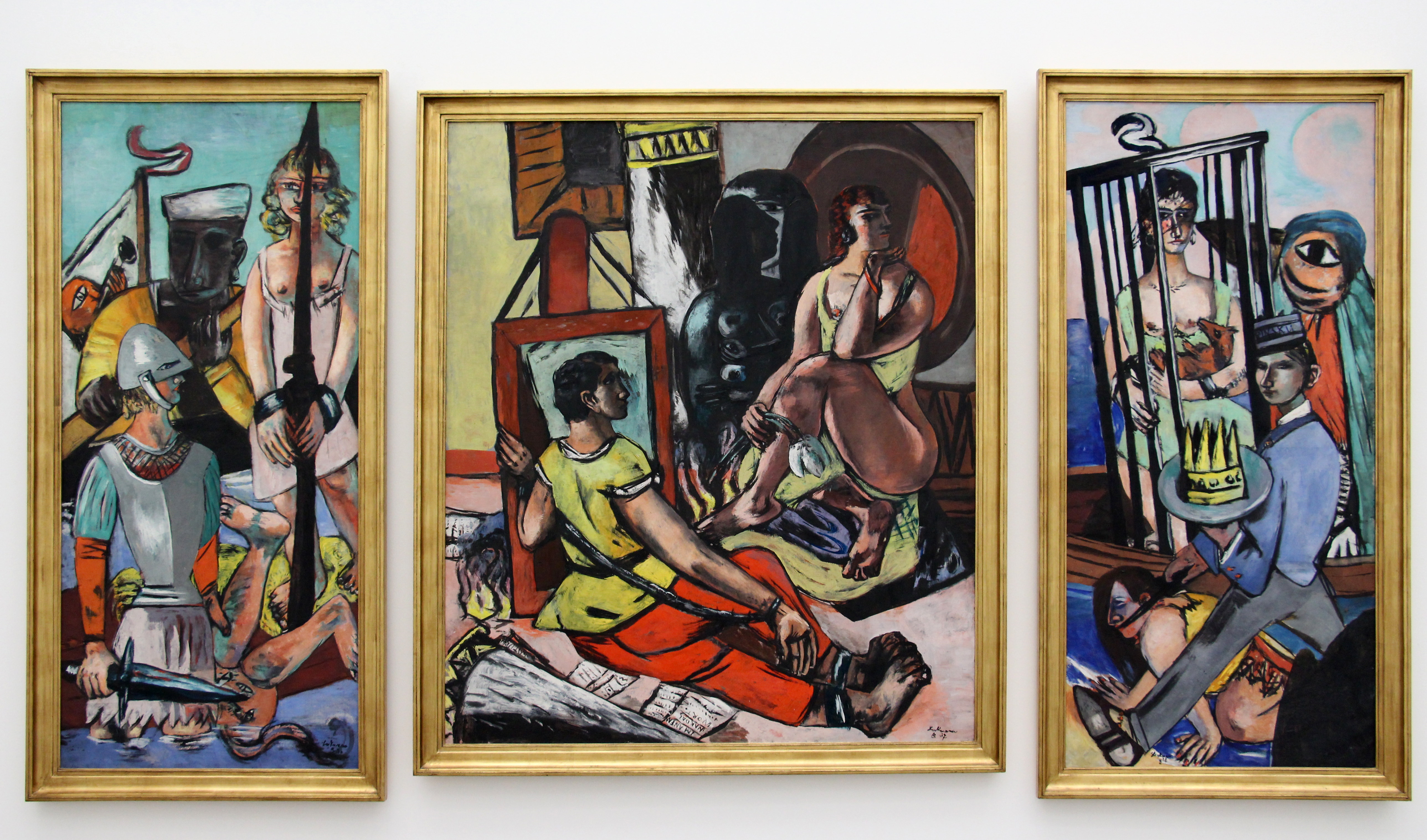
Max Beckmann, Ispita Sfântului Anton, 1936/1937, Pinacoteca din München

Ispita (sau ispitirea) Sfântului Anton este o temă din viața călugărului Antonie cel Mare, care a inspirat numeroși pictori și scriitori. Sfântul Antonie cel Mare s-a retras în pustiul Egiptului pentru a se regăsi pe sine, iar în acest demers s-a confruntat cu fenomene halucinatorii, pe care le-a depășit cu succes. Primul scriitor care a relatat acest subiect a fost Atanasie din Alexandria, biograful său (secolul al IV-lea).